# Élections municipales abkhazes de 2021
Les élections municipales abkhazes de 2021 se déroulent le 11 avril 2021 afin de renouveler pour quatre ans les 179 conseillers municipaux d'Abkhazie. Initialement fixé au 1er novembre 2020, le scrutin avait auparavant été reporté de plusieurs mois.